# In den Gängen
In den Gängen (Engelse titel: In the Aisles, later op dvd uitgebracht onder de titel Liebe in den Gängen) is een Duitse film uit 2018, geregisseerd door Thomas Stuber.

## Verhaal
Christian is een metselaar die zijn baan kwijtraakt en een nieuwe job aangeboden krijgt bij een supermarkt. De nieuwe baan is een compleet nieuwe wereld voor hem en hij leert nieuwe collega's kennen, Bruno die zijn leermeester wordt en Marion waarmee hij regelmatig een praatje slaat aan het koffieapparaat. Bruno wordt al snel in de groep aanvaard.

## Rolverdeling
| Acteur         | Personage |
| -------------- | --------- |
| Franz Rogowski | Christian |
| Sandra Hüller  | Marion    |
| Peter Kurth    | Bruno     |
| Henning Peker  | Wolfgang  |

## Productie
Het scenario werd in 2015 bekroond met de Deutschen Drehbuchpreis en is gebaseerd op een kort verhaal van Clemens Meyer, die samen met Stuber het scenario schreef. Het is de derde samenwerking tussen Stuber en Meyer. De filmopnamen gingen op 28 februari 2017 van start in Leipzig en er werd ook gefilmd in Bitterfeld, Wittenberg en Karlsruhe tot in april 2017.
Sandra Huller maakte in oktober 2016 bekend dat ze in het voorjaar 2017 in Leipzig begon met de filmopnamen van de nieuwste film van Thomas Stuber.

### Release
In den Gängen ging op 23 februari 2018 in première op het internationaal filmfestival van Berlijn in de competitie voor de Gouden Beer.